# Aeroportul Kasabonika
Aeroportul Kasabonika (IATA: XKS, ICAO: CYAQ) este un aeroport din Ontario, Canada.
Situat la o altitudine de 205 m, aeroportul dispune de o singură pistă. Este operat de Government of Ontario⁠(d).